# Australiens herrlandslag i landhockey

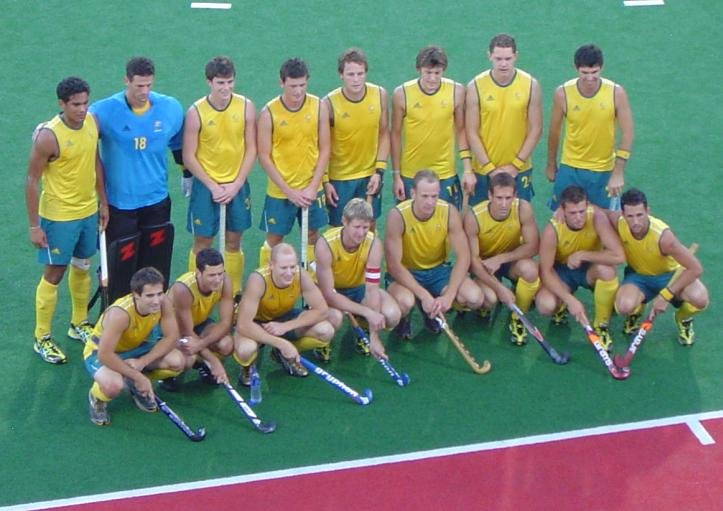
Australien i 2008 års olympiska turnering.

Australiens herrlandslag i landhockey (engelska: Australia men's national field hockey team) representerar Australien i landhockey på herrsidan. Laget blev världsmästare 1986, 2010. och 2014.
Laget blev även olympiska mästare 2004.

### Fotnoter
1. ↑  ”Men Field Hockey 6th World Cup 1986 London (ENG) - 05-19.10 Winner Australia” (på engelska). Sport Statistics. 19 mars 1986. Arkiverad från originalet den 6 mars 2016. https://web.archive.org/web/20160306195800/http://todor66.com/hockey/field/World/Men_1986.html. Läst 26 juli 2015.
2. ↑  ”Men Field Hockey World Cup 2010 New Delhi (IND) 28.02-13.03 Winner Australia” (på engelska). Sport Statistics. 19 mars 2010. Arkiverad från originalet den 6 mars 2016. https://web.archive.org/web/20160306195912/http://todor66.com/hockey/field/World/Men_2010.html. Läst 26 juli 2015.
3. ↑  ”Men Field Hockey XIV World Cup 2014 Den Haag (NED) 02-15.06 - Winner Australia” (på engelska). Sport Statistics. 19 mars 2014. Arkiverad från originalet den 5 mars 2016. https://web.archive.org/web/20160305194622/http://todor66.com/hockey/field/World/Men_2014.html. Läst 26 juli 2015.
4. ↑  ”Men Field Hockey Olympic Games 2004 Athens (GRE) - 15-27.08 Winner Australia” (på engelska). Sport Statistics. 19 mars 2004. Arkiverad från originalet den 6 mars 2016. https://web.archive.org/web/20160306035819/http://todor66.com/hockey/field/Olympic/Men_2004.html. Läst 26 juli 2015.